# Hohenhaus (Radebeul)
Hohenhaus (das Hohe Haus), bis um 1830 Bischoffsberg, ist ein ehemaliger, heute als Sachgesamtheit denkmalgeschützter Weinbergsbesitz mit Herrenhaus im Stadtteil Zitzschewig der sächsischen Stadt Radebeul. Das bereits 1904 in Gurlitts Kunstdenkmälern von Dresdens Umgebung aufgeführte Anwesen liegt im Denkmalschutzgebiet Historische Weinberglandschaft Radebeul, der Denkmalschutz bestand auch zu DDR-Zeiten. Hohenhaus ist ein „Zeugnis für den jahrhundertelangen Weinbau in der Lößnitz[,…] baugeschichtlich, landschaftsgestaltend und regionalgeschichtlich von Bedeutung“.

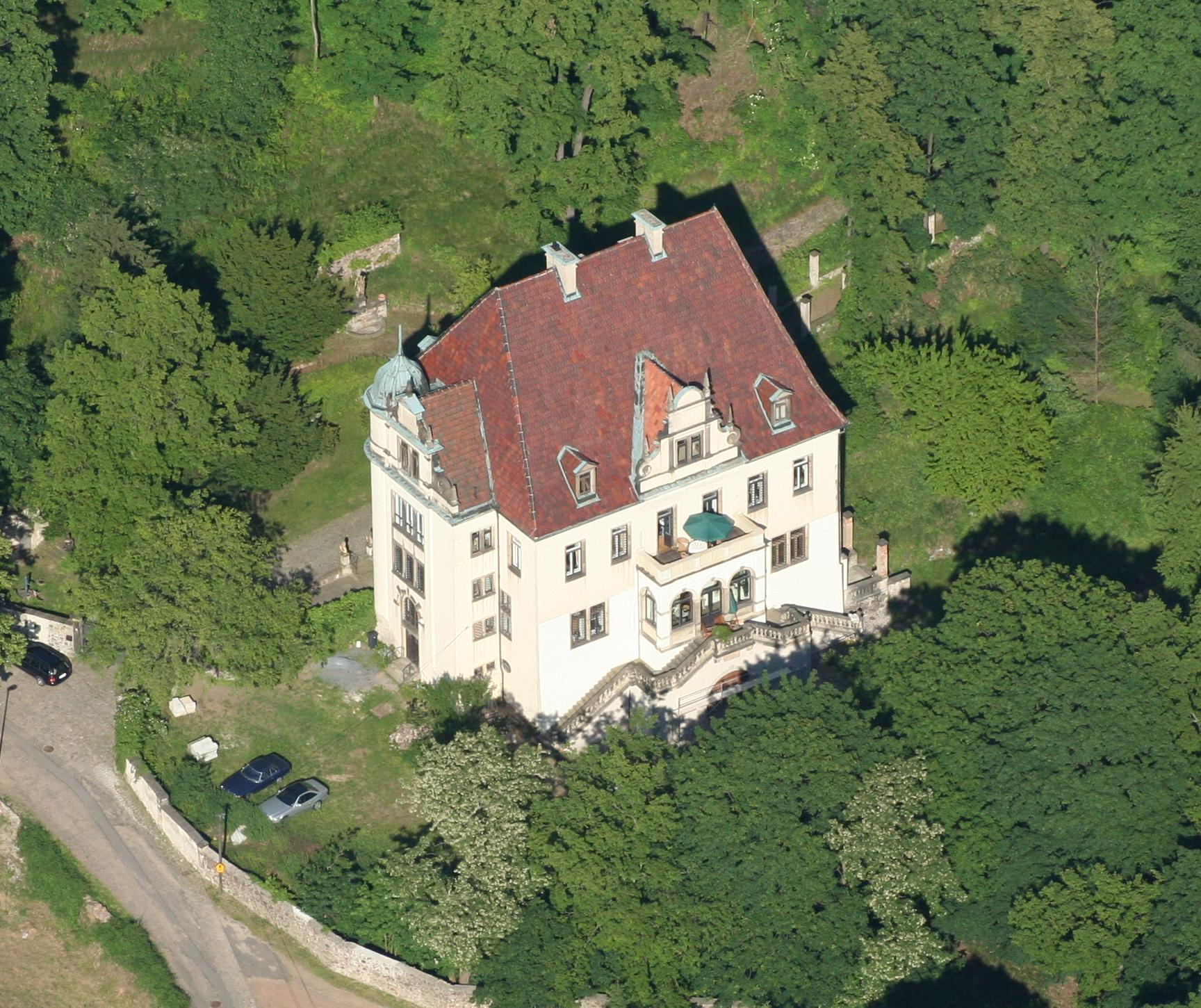
Hohenhaus

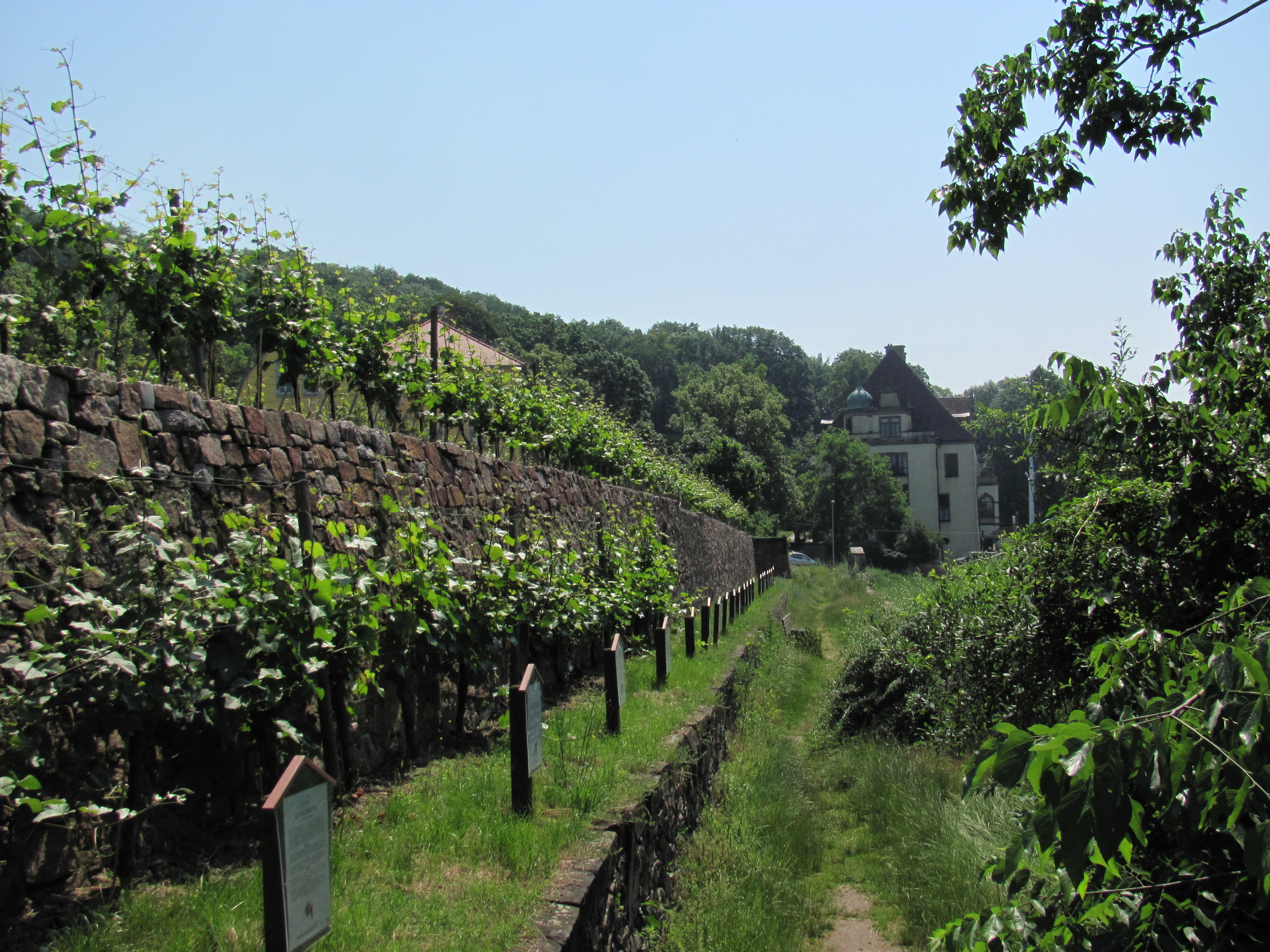
Zechsteinweg (Sächsischer Weinlehrpfad) nach Osten, Blick auf Hohenhaus

Das heute zu großen Teilen verwaldete Parkanwesen des Hohenhauses befindet sich im Westteil von Radebeul an den bis 211 m hohen Barkenbergen. Das Grundstück umfasst eine Fläche von 12 Hektar und weist Höhenunterschiede von etwa 80 Metern auf. Es gilt mitsamt Staffage als Werk der Landschafts- und Gartengestaltung und liegt im Landschaftsschutzgebiet Lößnitz.
Zu dem im 19. Jahrhundert auch Schloss Hohenhaus genannten Gebäude in der Barkengasse 6, direkt gegenüber dem Herrenhaus Zechstein, kommen in der Mittleren Bergstraße 20 noch ein weiteres Wohnhaus und unter der Nummer 22 die Gebäude der Gärtnerei nebst Heizhaus des Anwesens hinzu.
Der Dramatiker und Literatur-Nobelpreisträger Gerhart Hauptmann, der sich in den 1880er Jahren häufig in dem von ihm so genannten „Nest der Paradiesvögel“ aufhielt, heiratete ebenso wie seine Brüder Carl und Georg eine der Töchter des damaligen Hausherrn Thienemann. Aus diesen Anlässen wurden dort seine Frühwerke Liebesfrühling und Der Hochzeitszug uraufgeführt. Auch einige spätere Werke beziehen sich auf seine Zeit auf Hohenhaus.

## Beschreibung

### Herrenhaus

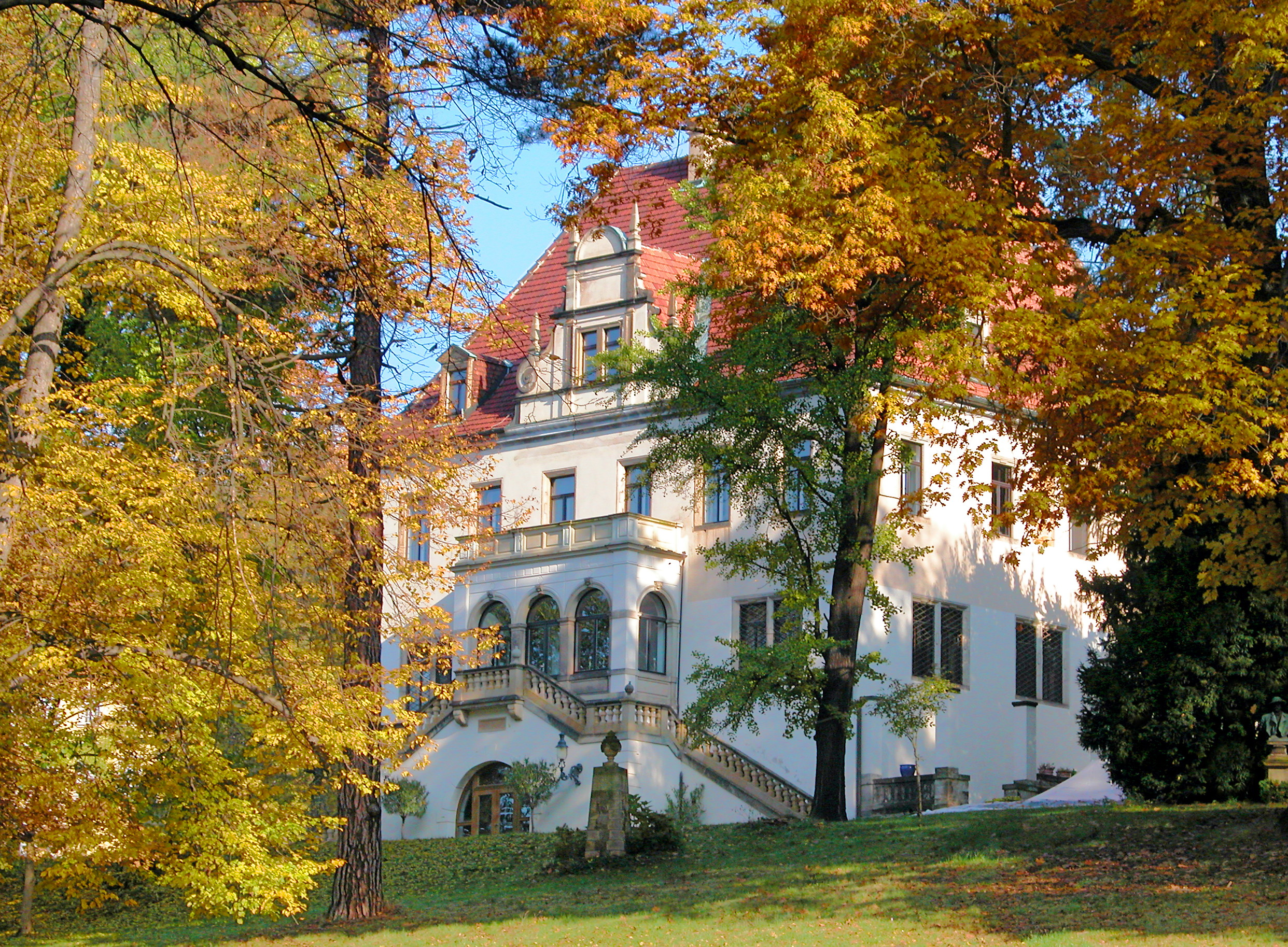
Hohenhaus Barkengasse 6

Das schlossartige, zweigeschossige Haupthaus, im Kern ein Renaissancebau, liegt an einem Hang nach Süden, wodurch sich dort mit dem Kellergeschoss der Eindruck von drei Geschossen ergibt. Auf dem Gebäude sitzt ein hohes Walmdach mit Giebelgauben.
Auf der nach Süden liegenden Hangseite steht ein Vorbau, der im Kellergeschoss ein rundbogiges Tor als Eingang in die große Kellertonne hat. Darüber im Erdgeschoss ist der Vorbau als massive, dreiachsig verglaste Veranda ausgebildet, obenauf mit einem Austritt. Vor der Veranda befindet sich eine auf beiden Seiten nach unten in den Garten führende Freitreppe. Oben im Dach befindet sich ein großer Zwerchgiebel.
Auf der Westseite des Gebäudes, zur Straße und zum Eingangstor hin, steht ein giebelbekrönter Risalit mit einem Seitenportal. Links daneben angesetzt steht ein rundausgebildeter Treppenhausturm mit Auslucht und Haube.
Auf der Bergseite befindet sich als Eingangsportal eine Rundbogentür mit konsolengestützter Verdachung.
Zusammen mit dem Herrenhaus sind auch die Toranlage und die Einfriedungsmauer denkmalgeschützt.

### Nebengebäude

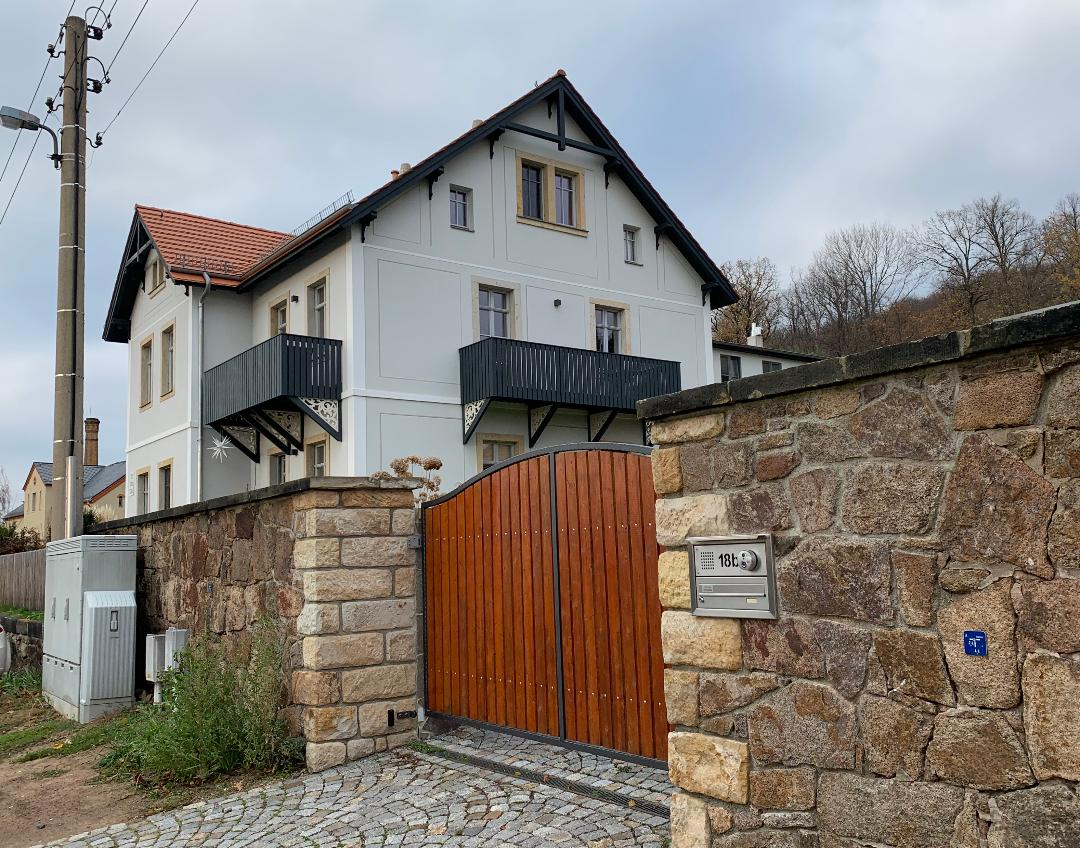
Nebengebäude des Hohenhauses, Mittlere Bergstraße 20

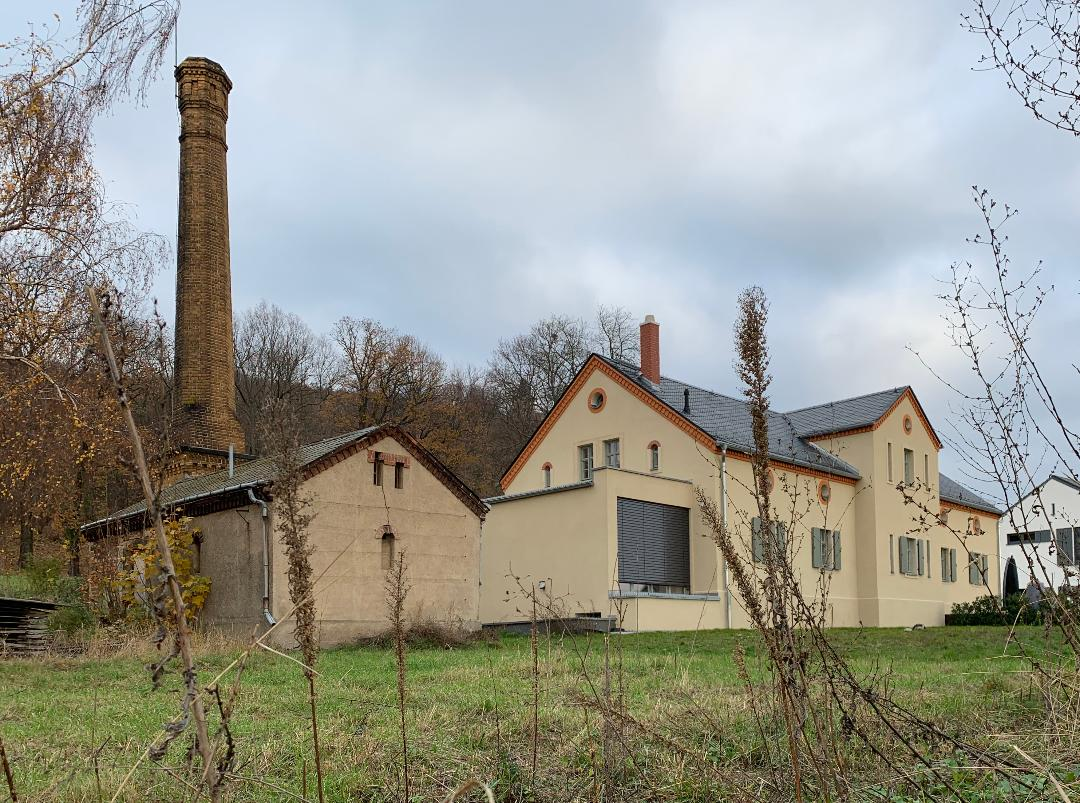
Gärtnerei nebst Heizhaus, Mittlere Bergstraße 22

Die ebenfalls denkmalgeschützten und zum Teil sanierten Nebengebäude, ein Wohnhaus und die Gebäude der Gärtnerei nebst dem Heizhaus des Anwesens, liegen an der Mittleren Bergstraße 20 bzw. 22.

### Park
Der große Park des Hohenhauses gilt als Werk der Landschafts- und Gartengestaltung, er liegt im Denkmalschutzgebiet Historische Weinberglandschaft Radebeul wie auch im Landschaftsschutzgebiet Lößnitz. Dendrologischen Seltenheitswert besitzt der in geschützter Lage an der Ostseite des Hohenhauses wachsende Osagedorn (Maclura pomifera), welcher in Nordamerika beheimatet ist. Markant sind im Herbst seine großen, runden Früchte mit gelbgrüner Farbgebung und genarbter Oberflächenstruktur.
Direkt vor der Südfront des Herrenhauses steht ein Japanischer Schnurbaum (Styphnolobium japonicum). Diese aus Ostasien stammende Baumart ist wegen ihrer späten Blüte im August sehr dekorativ.
Ein charakteristisches Merkmal des Hohenhaus-Parkes sind die Zürgelbäume (Celtis occidentalis) mit schöner goldgelber Herbstfärbung. Sie gehören zu den Ulmengewächsen. Ihre Heimat ist Nordamerika. Zürgelbäume können bis zu 35 m hoch werden und sehr breite Kronen ausbilden. Auffallend ist auch die silbergraue, tiefgefurchte Rinde. Im südlichen Parkteil steht ein altehrwürdiges Exemplar, von dem vermutlich auch die anderen, im Park vorhandenen jüngeren Zürgelbäume abstammen.
Südöstlich des Goldfischteiches befindet sich ein Ginkgobaum (Ginkgo biloba), der allerdings erst zu einem späteren Zeitpunkt angepflanzt wurde.
Im Bereich des Tennisplatzes stehen große Exemplare der amerikanischen Roteiche (Quercus rubra), die nach der Grundstücksübernahme durch die Familie Stechow (ab 1885) vermutlich im Zusammenhang mit dem Tennisplatzbau angepflanzt worden sind. Das Exemplar von Jeffreys Kiefer (Pinus jeffreyi) im unteren Grundstücksteil (Gärtnereigelände) wurde 1887 unter dem damaligen Besitzer gemeinsam mit anderen, nicht mehr erhaltenen Koniferen angepflanzt. Sie ist in den USA vor allem in Kalifornien beheimatet. Markant sind die bis etwa 20 cm langen Nadeln und sehr großen Zapfen.
Von den bei uns heimischen Arten sind vor allem ein alter Bergahorn (Acer pseudoplatanus) sowie einige stattliche Flatterulmen (Ulmus laevis) neben dem Gärtnerhaus und im unteren Parkteil erwähnenswert. Interessante alte Feldahorn-Exemplare (Acer campestre) stehen auf einer Steinrippe neben der Barkengasse.

## Geschichte
Bereits im 14. Jahrhundert wurde der Hang als Weinberg erwähnt, 1373 im Besitz von Bischof Konrad II. von Meißen. Auf dem Anwesen befand sich bereits eine Weinpresse. Dort auf dem Bischofsberg entstand im 15. Jahrhundert die Sommerresidenz der Meißner Bischöfe. Die letzten bischöflichen Herren waren zur Zeit der Reformation Johann VIII. von Maltitz bis 1549, dann Nicolaus II. von Carlowitz bis 1555 und Johann IX. von Haugwitz bis nach 1575.
Im Jahr 1584 erwarb der Naundorfer Bauer Simon Clauß sowohl den sogenannten Bischofsberg wie auch die später bei Matthias Oeder nach ihm genannte Simon Clauß Preß, die heutige Bischofspresse. Vor 1602 erwarb der kurfürstliche Hofbeamte Abraham Bock (oder sein Sohn Abraham Bock d. J.) das Anwesen; es blieb im Familienbesitz bis nach 1619.
Während des 17. Jahrhunderts erfolgte unter Oberhofmarschall und Oberhofkämmerer Johann Georg von Rechenberg, Besitzer ab 1654, der Umbau eines vorhandenen Winzerhauses. Insbesondere die eigentümlichen Kaminanlagen im 1. Stock stammen aus der Rechenberger Zeit; einer der Kamine zeigt noch heute das Wappen Rechenbergs. Aus jener Zeit stammt wohl auch der auffällige Renaissance-Giebel sowie das dahinterliegende hohe Dach: Grund für den beginnenden Namenswechsel von Bischofsberg zu Hohes Haus. Seine Frau Rachel Freiin von Werthern, Tochter von Dietrichen von Werthern zu Frohndorf, Besitzer des Schlosses Triestewitz, brachte den unterhalb des Hohenhauswegs liegenden Weinberg zum Besitz hinzu, der ab da sechzehn zusammenhängende Bergteile umfasste. Nach dem Tod ihres Mannes 1664 agierte sie als Vormund ihrer Söhne Hans Dietrich und Hans Georgen.
Im Jahr 1699 erwarb der im Folgejahr zum Reichsgrafen erhobene Feldmarschall Heino Heinrich von Flemming den Besitz von Hohenhaus. Ihm folgte sein Sohn Adam Friedrich von Flemming nach, der 1748 das Anwesen versteigern ließ. Den Besitz erwarb der Hoffuttermarschall Grundmann, der dann den Wertherischen Weinberg an zwei Zitzschewiger Bauern verkaufte.
Im Jahr 1821 gehörte das Anwesen dem Appellationsgerichtskanzlisten Lehmann.

Hohenhaus vom nordöstlichen Berghang aus. Bild wohl zur Zeit Hauptmanns, vor der Umstilisierung von 1885

Der Kaufmann August Thienemann kaufte Hohenhaus im Jahr 1832. Er starb auf dem Anwesen 1853, das dann von seinem Neffen Hermann übernommen wurde. Für die Parkentstehung und die Wirkung der Gesamtanlage in ihrer heutigen Form ist vermutlich erst die Grundstücksentwicklung seit dem Jahr 1864 ausschlaggebend, als der Berliner Wollgroßhändler Berthold Thienemann den Besitz von seinem Bruder Hermann als Sommersitz erwarb. Bereits 1865 ließ sich Thienemann sämtliche Stall- und Schuppengebäude durch den Kötzschenbrodaer Maurermeister August Große neu errichten.

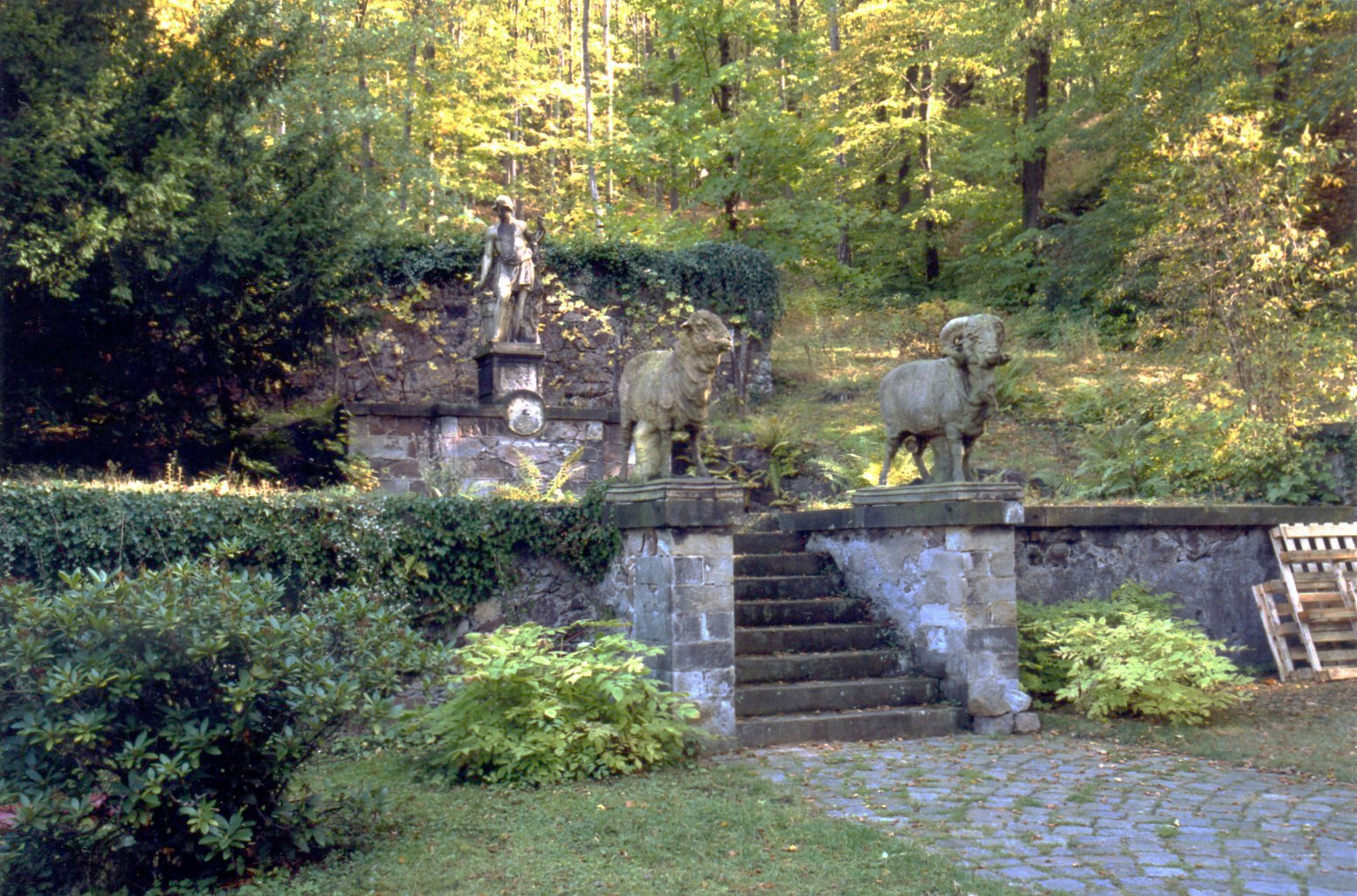
Brunnenanlage

Im Zusammenhang mit dem Gebäudeausbau als Landsitz entstand eine großzügige, heute verwaldete, Parkanlage, die mit zahlreichen Elementen der Kleinarchitektur ausgestattet war. Vorhandene Gehölzbestände wurden durch Neupflanzungen ergänzt und mit einem weitläufigen Wegesystem erschlossen. Aufgewertet wurde der Park durch die Einordnung und Gestaltung zahlreicher Aussichtspunkte und kleiner Erlebnisbereiche.

Gerhart Hauptmann und Marie Thienemann (von re.), 1881

Der spätere Dramatiker Gerhart Hauptmann hielt sich im Zeitraum von 1881 bis 1885 häufig im Hohenhaus auf und nannte es ein „Nest der Paradiesvögel“.
Zur Hochzeit seines Bruders Georg mit Adele, einer der fünf Thienemann-Töchter vom Hohenhaus, im September 1881 schrieb Gerhart Hauptmann das kleine Festspiel Liebesfrühling, das am Polterabend uraufgeführt wurde. Auf dieser Hochzeit lernte er die Schwester Marie Thienemann kennen, mit der er sich heimlich verlobte.
Sein Bruder Carl Hauptmann heiratete 1884 Martha Thienemann, eine weitere der fünf Schwestern.
Am 5. Mai 1885 heiratete Gerhart Hauptmann Marie Thienemann. Er verewigte das Radebeuler Leben in der Novelle Die Hochzeit auf Buchenhorst und in seinem Jugendwerk Die Jungfern vom Bischofsberg.

Hohenhaus (li.) zur Zeit Stechows, Haus Emaus (mi.), vom Zechsteinweg im Westen aus gesehen. Ansichtskarte datiert 1903

Nach dem Verkauf des Hohenhauses durch die Thienemannschen Erben im Jahr 1885 ließ der neue Eigentümer, Walther Stechow, das Gebäude durch das Dresdner Architekturbüro Giese & Weidner im Stil der Neorenaissance umbauen. Dem Haus wurde im Westen ein Wendelturm und im Süden ein großer Balkon vorgelagert. Sein 1883 in Berlin geborener Sohn, der Zoologe Eberhard Stechow, wuchs im Hohenhaus auf.
Nach dem Zweiten Weltkrieg wurde der Besitz nicht enteignet, jedoch durch die Stadt Radebeul genutzt.
Der Schriftsteller, Literaturwissenschaftler und Hauptmann-Sammler Hansgerhard Weiss (1902–1982) zog 1947 in das Hohenhaus. Dort wurde am 14. November 1948 die dortige Hauptmann-Gedenkstätte eröffnet, innerhalb derer Weiss eine Hauptmann-Werkstatt betrieb. Weiss’ große Sammlung von Gerhart-Hauptmann- und Carl-Hauptmann-Werken, Lebensdokumenten, Briefen und Autographen sowie zusätzlicher Sekundärliteratur über diese beiden bildete den Grundstock für das am 6. Juni 1949 im Hohenhaus eröffnete Radebeuler Hauptmann-Archiv, das Hansgerhard Weiss anfänglich auch leitete. Hinzu kam die Privatsammlung des Autors Alexander Münch (1900–1984). Das Archiv wurde unter der Schirmherrschaft der Radebeuler Ortsgruppe des Kulturbunds betrieben. 1950 siedelte Weiss nach Westdeutschland über.
Mit dem Weggang von Weiss übernahm Alexander Münch 1950 die Leitung des Forschungsarchivs. Durch weitere Sammeltätigkeit Münchs, durch Ausstellungen, Vorträge und Veröffentlichungen erwarb sich das Archiv internationale Bekanntheit. 1960 wurde dieses erst in das Kavaliershaus der Hoflößnitz und 1961 in die Villa Steinbach in der Bennostraße verlegt.

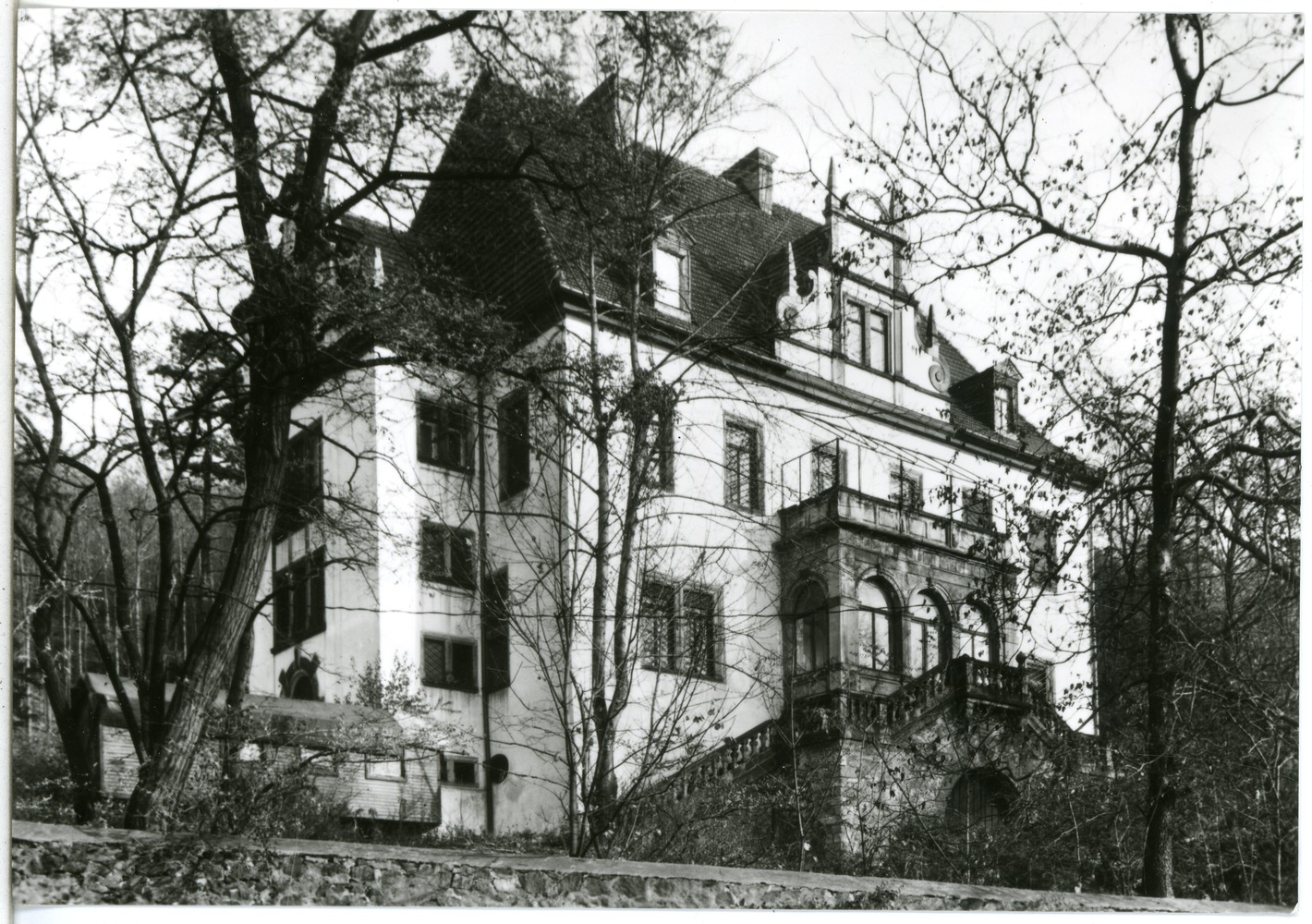
Hohenhaus, Museum der Puppentheatersammlung, 1989

Ab 1960 bis 2004 war dann im Hohenhaus die Puppentheatersammlung der Staatlichen Kunstsammlungen Dresden beherbergt. Nach Sanierungsarbeiten in den Jahren 1982 bis 1985 wurde das Hohenhaus als Museum geöffnet.
Aktuell wird dem Hohenhaus von einem aus Hamburg zugezogenen Unternehmer neues Leben eingehaucht, der im Juli 2003 das Anwesen von der Erbengemeinschaft Stechow erwarb. So werden dort literarische Abende, konzertante Aufführungen oder auch geschichtliche Vorträge veranstaltet. Gemeinsam mit dem heutigen Eigentümer erfolgen durch den Radebeuler Schriftsteller Thomas Gerlach, der 2006 für sein „besonderes Engagement für das Hohenhaus“ ausgezeichnet wurde, regelmäßig Führungen durch den heute verwaldeten Park Vater Thienemanns, wobei die für die zu früh verstorbene Mutter angelegten Aussichtsplätze gezeigt werden, an denen auch der junge Gerhart und sein älterer Bruder Carl Hauptmann gewirkt haben.
Am 22. September 2007 wurde auf dem Gelände des Hohenhauses der ehemalige Grabstein Marie Hauptmanns als Gedenkstein aufgestellt.

## Werke über Hohenhaus
Hohenhaus und seine dortigen Erlebnisse finden in folgenden Werken Gerhart Hauptmanns ihren literarischen Niederschlag:
- Jugendwerke – Berlin (Propyläen) 1963 (Centenar-Ausgabe, Bd. 8):
  - Liebesfrühling. Ein lyrisches Gedicht (mit verteilten Rollen). Privatdruck 1881. UA 24. September 1881 Hohenhaus (zur Hochzeit von Georg Hauptmann und Adele Thienemann). Entstanden 1881.
  - Der Hochzeitszug (Gedicht mit verteilten Rollen). UA 6. Oktober 1884 Hohenhaus (zur Hochzeit von Carl Hauptmann und Martha Thienemann). Entstanden 1884.
- Die Jungfern vom Bischofsberg. Lustspiel (5 Akte). Berlin (S. Fischer) 1907. Entstanden 1904–1906 (Vorstufe: Goldene Zeiten. Ein Frühlingsmorgen, 1892). UA 2. Februar 1907 Berlin (Lessingtheater; Regie: Rudolf Lenoir [1863–1952]; Dramaturgie: Otto Brahm; mit Else Lehmann [Sabine], Ida Orloff [Ludowike], Albert Bassermann [Nast], Hans Marr [Vagabund]).
- Mary. 1926.
- Die Hochzeit auf Buchenhorst. Novelle. Berlin (S. Fischer) 1932. Entstanden 1927.
- Buch der Leidenschaft. Berlin (S. Fischer) 1929. Entstanden 1905–1929.
- Das Abenteuer meiner Jugend (Autobiografie). Berlin (S. Fischer) 1937. Entstanden 1929–1935 (Vorstufe: Die abgekürzte Chronik meines Lebens, 1919; Arbeitstitel: Die Bahn des Blutes, Wachsen und Werden, Wandelbares und Unwandelbares einer Jugend, Wesen und Gestalt einer Jugend, Alles Vergängliche ist nur ein Gleichnis). – Nachlese zur Autobiografie: Berlin (Propyläen) 1974 (Centenar-Ausgabe, Bd. 11).

Hohenhaus und seine dortigen Erlebnisse finden in folgendem Werk Carl Hauptmanns ihren literarischen Niederschlag:
- Die Rebhühner. Komödie in fünf Akten. Leipzig (Kurt Wolff Vlg.) 1916.